# Каліново-Солькі
Каліново-Солькі (пол. Kalinowo-Solki) — село в Польщі, у гміні Кулеше-Косьцельне Високомазовецького повіту Підляського воєводства.
Населення — 97 осіб (2011).
У 1975-1998 роках село належало до Ломжинського воєводства.

## Демографія
Демографічна структура станом на 31 березня 2011 року:
|          | Загалом | Допрацездатний вік | Працездатний вік | Постпрацездатний вік |
| -------- | ------- | ------------------ | ---------------- | -------------------- |
| Чоловіки | 57      | 9                  | 39               | 9                    |
| Жінки    | 40      | 6                  | 23               | 11                   |
| Разом    | 97      | 15                 | 62               | 20                   |